# Роменский комбинат хлебопродуктов
Роменский комбинат хлебопродуктов (укр. Роменський комбінат хлібопродуктів) — предприятие пищевой промышленности в городе Ромны Сумской области.

## История
Предприятие было создано в 1920 году.
В ходе боевых действий Великой Отечественной войны и в период немецкой оккупации предприятие пострадало, но позднее было восстановлено и в дальнейшем - реконструировано.
После провозглашения независимости Украины комбинат перешёл в ведение Министерства сельского хозяйства и продовольствия Украины.
В марте 1995 года Верховная Рада Украины внесла комбинат в перечень предприятий, приватизация которых запрещена в связи с их общегосударственным значением.
После создания в августе 1996 года государственной акционерной компании «Хлеб Украины» комбинат стал дочерним предприятием ГАК «Хлеб Украины».
11 августа 2010 года было принято решение о переводе КХП в состав Государственной продовольственно-зерновой корпорации Украины, но оценка имущественного комплекса и выполнение решения потребовало времени. В результате, комбинат был официально включён в состав ГПЗКУ в начале ноября 2014 года.
В 2016 году на КХП впервые за 20 лет была осуществлена наладка размольного цеха, в мае 2016 года впервые после трёх лет простоя была запущена мельница.

## Современное состояние
Основными функциями предприятия являются хранение и переработка зерна (в первую очередь, пшеницы). Общая ёмкость всех 16 складов составляет 34,1 тыс. тонн. Также комбинат осуществляет помол муки (производственные мощности мельницы обеспечивают возможность производства до 150 тонн муки в сутки) и может производить манную крупу.
Кроме того, в составе КХП действуют мини-пекарня, цех по производству макаронных изделий и линия по производству подсолнечного масла.